# محمود بن سعيد مقديش
محمود بن سعيد مقديش ملقب بأبى الثناء الصفاقسي ( 1154ه‍ - 1228ه‍ = 1742م - 1813م) فقيه ومؤرخ تونسي، اشتهر بتونس ، وزار مصر، وتوفى بالقيروان، ودفن ببلدته صفاقس.

## حياته
ولد بصفاقس، في سنة 1154/1742ه‍ وتوفي بالقيروان في سنة 1228/1813ه‍ وهناك اختلاف في تاريخ وفاته.

## مؤلفاته
له كتب منها نزهة الأنظار في عجائب التواريخ والأخبار جزآن في مجلد، معظمه في صفاقس وعلمائها.